# Divina de Campo
Divina de Campo, nome artístico de Owen Richard Farrow, é uma drag queen, cantora e atriz britânica conhecida por ter participado no programa The Voice UK e na primeira temporada de RuPaul's Drag Race UK, onde foi vice-campeã da temporada. 

## Início da vida
Ao crescer, lutou com a sua própria sexualidade e teve dificuldades na escola. Depois de terminar o curso universitário, conheceu o seu marido, que o incentivou a ser drag queen.

## Carreira
Owen Richard Farrow começou a fazer drag em 2005, tendo criado o seu nome drag, de inspiração italiana, também como uma homenagem à performer Divine. Tradicionalmente realizava as suas performances no bar gay Kiki, situado na Gay Village de Manchester, antes que este fechar as suas portas definitivamente em 2020.
Em janeiro de 2016, Divina De Campo teve uma audição no programa The Voice, onde interpretou a música "Poor Wandering One" da ópera The Pirates of Penzance, sendo um dos jurados Boy George. Apesar de nenhum dos jurados ter virado a sua cadeira, o cantor britânico da banda Culture Club mais tarde expressou arrependimento em não tê-lo feito. Em dezembro do mesmo ano, Divina estrelou em The Ruby Slippers, uma peça que explora questões pertinentes à identidade e ao preconceito na comunidade LGBT.
Em 2017, participou numa campanha para ajudar o George House Trust, uma entidade de caridade para pessoas que vivem com o HIV, e ainda foi anfitriã do evento Drag Queen Story Time, organizado pela Superbia, no qual lia histórias e contos para crianças. Um ano depois, em 2018, foi jurada no programa televisivo de talentos All Together Now e estrelou na produção Dancing Bear, um musical que explora fé, sexualidade e identidade de gênero. 
Em 21 de agosto de 2019, foi anunciada como uma das 10 drag queens que iriam participar na primeira temporada de RuPaul's Drag Race UK, a franquia britânica do programa de sucesso norte-americano RuPaul's Drag Race, apresentado por RuPaul Charles. Após o programa ser emitido, participou numa tourné pelo Reino Unido, ao lado do restante elenco do programa e Alyssa Edwards. Durante a sua participação em RuPaul's Drag Race UK, ganhou três desafios, foi uma das finalistas e terminou em segundo lugar, tornando-se na primeira vice-campeã da franquia britânica.  
Impulsionada pelo sucesso da sua participação no programa televisivo de reality show e talentos, em janeiro de 2020, participou na primeira edição do evento Rupaul's DragCon UK e foi uma das principais atrações do programa do Portsmound Pride em Castlefield, South Sea, contudo devido à pandemia de COVID-19, muitos dos eventos agendados tiveram que ser cancelados. 
Fruto da perseverança de muitos artistas para continuarem a actuar e permanecerem ativos, mesmo durante os períodos de confinamento obrigatório que vários países impuseram, Divina De Campo participou como membro da primeira Digital Drag Cast, um festival para todas as idades, sendo dada aos participantes a oportunidade de interagir com os artistas e ganharem prêmios durante a transmissão, como cantora no Isolation Song Contest, onde representou a Austrália, como performer no festival virtual LGBT de Manchester, Turn On Fest, e como atriz na peça The Parking Lot Social Easter Panto, realizado num drive-in. 
Entre 2021 e 2022, participou na tourné pelo Reino Unido da peça Chicago, onde interpretava Mary Sunshine, estreou-se na dobragem de voz com a personagem Popcorn Reilly em Drag: The Musical (Studio Cast Recording) e integrou o elenco principal de Hedwig and the Angry Inch, uma produção de Leeds Playhouse e co-produção HOME, obtendo o Prémio de Melhor Performance num Musical nos UK Theatre Awards.
Em 2024, retomou à dobragem de voz com a personagem Ginger Snap na curta-metragem de animação Dragfox.

## Vida pessoal
Identifica-se como não-binário, usando todos os pronomes para se referir a si. A sua maior inspiração é Danny La Rue, tendo confessado inspirar-se também em Kate Bush e Maria Callas.

## Discografia
| Ano  | Título         | Notas                                   |
| ---- | -------------- | --------------------------------------- |
| 2019 | Decoded        | EP                                      |
| 2020 | Red and Silver | EP                                      |
| 2020 | Frock4Life     | Album de estúdio (com Frock Destroyers) |

| Ano  | Título                                                        | Album      | Notas |
| ---- | ------------------------------------------------------------- | ---------- | ----- |
| 2019 | "Break Up (Bye Bye)" (com o elenco de RuPaul's Drag Race UK ) |            |       |
| 2019 | "To the Moon" (com o elenco de RuPaul's Drag Race UK )        |            |       |
| 2019 | "A Drag Race Song"                                            | Decoded    |       |
| 2020 | "Gratify"                                                     | Decoded    |       |
| 2020 | "Her Majesty" (com Frock Destroyers)                          | Frock4Life |       |
| 2020 | "Big Ben" (com Frock Destroyers)                              | Frock4Life |       |
| 2021 | "Switch" (com Gothy Kendoll & Forbid)                         |            |       |

## Filmografia

### Filmes
| Ano  | Título        | Papel                          | Notas                      |
| ---- | ------------- | ------------------------------ | -------------------------- |
| 2015 | Alphabet Club | Drag Queen/Dançarina/Vocalista | Filme curto                |
| 2022 | Frockumentary | Divina de Campo                | Documentário               |
| 2024 | Dragfox       | Ginger Snap                    | Curta-metragem de Animação |

### Televisão
| Ano     | Título                | Papel           | Notas              |
| ------- | --------------------- | --------------- | ------------------ |
| 2016    | The Voice UK          | Divina de Campo | Participante       |
| 2018–19 | All Together Now      | Divina de Campo | Jurado             |
| 2019    | 8 Out of 10 Cats      | Divina de Campo | Convidado          |
| 2019    | RuPaul's Drag Race UK | Divina de Campo | Participante       |
| 2021    | The Big Questions     | Divina de Campo | Convidado          |
| 2021    | Brassic               | Divina de Campo | Convidado          |
| 2021    | Children in Need 2021 | Divina de Campo | Convidado Especial |

### Web série
| Ano  | Título               | Notas                                       | Ref.   |
| ---- | -------------------- | ------------------------------------------- | ------ |
| 2015 | After Show           | Alaska Thunderfuck Series                   | [ 10 ] |
| 2017 | With Divina DeCampo  | Drag Race Season 9 Aftershow - 18 episódios | [ 11 ] |
| 2019 | Spin the Drill       | Convidado; Episódio 3                       | [ 12 ] |
| 2020 | Cosmo Queens         | Convidado                                   |        |
| 2020 | God Shave the Queens | Série documental                            |        |
| 2020 | Strictly Frocked Up! | Convidado                                   |        |